# Боннар, Дамьен
Дамьен Боннар (фр. Damien Bonnard; род. 22 июля 1978, Алес, Франция) — французский актёр.

## Биография
Дамьен Боннар родился 22 июля 1978 года в городе Алес, в департаменте Гар во Франции. Его самой заметной ролью в кино стала роль Лео в фильме режиссёра Алена Гироди «Стоять ровно», за которую в 2017 году он был номинирован как самый перспективный молодой актёр на кинопремию «Люмьер» (получил награду) и «Сезар» (номинация).
В кино Дамьен Боннар снимался в фильмах таких известных режиссёров  как : Бертран Блие, Кристофер Нолан, Роман Поланский.

## Фильмография
| Год  | Название                        | Оригинальное название      | Роль                        |
| ---- | ------------------------------- | -------------------------- | --------------------------- |
| 2010 | Вне закона                      | Hors-la-loi                | Сотрудник кабаре            |
| 2010 | Шорох кубиков льда              | Le Bruit des glaçons       | Преступник 2                |
| 2012 | Замуж на 2 дня                  | Un plan parfait            | Роман из «Одинокой планеты» |
| 2015 | Сопротивление воздуха           | La résistance de l'air     | Строитель                   |
| 2016 | Стоять ровно                    | Rester vertical            | Лео                         |
| 2017 | Дюнкерк                         | Dunkirk                    | французский солдат          |
| 2017 | Основано на реальных событиях   | D'après une histoire vraie | бум-оператор                |
| 2017 | Девять пальцев                  | 9 doigts                   | Курц                        |
| 2018 | Нежная рука закона              | En liberté!                | Луис                        |
| 2019 | Отверженные                     | Les misérables             | Стефан                      |
| 2019 | Магия зверя                     | Seules les bêtes           | Жозеф Боннефиль             |
| 2019 | Офицер и шпион                  | J'accuse                   | Десвернен                   |
| 2019 | Зов волка                       | Le chant du loup           | офицер "Грозы"              |
| 2019 | Куриоса                         | Curiosa                    | редактор Андре Шомекс       |
| 2019 | Белоснежка. Сказка для взрослых | Blanche comme neige        | Пьер / Франсуа              |
| 2021 | Французский вестник             | The French Dispatch        | детектив                    |
| 2023 | Первая дуэль                    | Une affaire d'honneur      | Фердинанд Масса             |

## Награды и номинации
| Награды и номинации Дамьена Боннара | Награды и номинации Дамьена Боннара | Награды и номинации Дамьена Боннара | Награды и номинации Дамьена Боннара |
| Год                                 | Категория                           | Фильм                               | Результат                           |
| ----------------------------------- | ----------------------------------- | ----------------------------------- | ----------------------------------- |
| Премия «Люмьер»                     |                                     |                                     |                                     |
| 2017                                | Многообещающий молодой актёр        | Стоять ровно                        | Победа                              |
| Премия «Сезар»                      |                                     |                                     |                                     |
| 2017                                | Многообещающий актёр                | Стоять ровно                        | Номинация                           |
| 2019                                | Лучший актер второго плана          | Нежная рука закона                  | Номинация                           |
| 2020                                | Лучший актер                        | Отверженные                         | Номинация                           |